# Židovský hřbitov v Tovačově
Židovský hřbitov v Tovačově byl založen v druhé polovině 17. století.  V roce 1991 byl hřbitov vyhlášen státem chráněnou nemovitou kulturní památkou.

## Historie a popis
Nachází se při ulici Podvalí asi 300 m jižně od náměstí. Jedná se již o v pořadí druhý židovský hřbitov ve městě Tovačov. Starší židovské pohřebiště z 15. století, nedlouho po vzniku zdejší židovské obce, zničili Švédové v roce 1643. Tento hřbitov se nacházel poblíž zdejší synagogy a na jeho místě bylo postaveno nákupní středisko Jednota. Hřbitov je chráněn jako kulturní památka České republiky.
Na ploše 3039 m² se dochovalo 291 náhrobních kamenů (macev), přičemž nejstarší jsou náhrobky z roku 1614 a 1615, jež sem byly přeneseny ze zrušeného starého hřbitova.
Dominantou areálu hřbitova je novorenesanční obřadní síň z roku 1889, jejímž autorem je architekt Max Fleischer. V průběhu let 1994–1996 došlo k její celkové rekonstrukci a obřadní síň od té doby slouží jako muzeum historie tovačovské židovské obce a židovských pohřebních zvyků. Její vnitřní vybavení je částečně původní.
Tovačovská židovská komunita přestala existovat podle zákona z roku 1890. Do okupace se o hřbitov starala židovská obec v Kojetíně.